# ورزشگاه جالان بسار
ورزشگاه جالان بسار (به انگلیسی: Jalan Besar Stadium) با نام رسمی ورزشگاه جالان بسار اکتیو اس جی یک استادیوم فوتبال است که در ناحیه شهری کالنگ، سنگاپور واقع شده است. این استادیوم بخشی از مرکز ورزشی و تفریحی جالان بسار است که یک مرکز ورزش‌های اجتماعی بوده که شامل استادیوم و همچنین یک مجتمع ورزش شنا است.
این ورزشگاه، زمین خانگی باشگاه یانگ لاینز در لیگ برتر سنگاپور است. از این ورزشگاه همچنین برای تیم ملی فوتبال سنگاپور به عنوان یک زمین خانگی جایگزین برای ورزشگاه ملی مورد استفاده قرار می‌گیرد. محل استقرار اتحادیه فوتبال سنگاپور (FAS) نیز درون همین ورزشگاه است.